# Цукарев, Самуил Ильич
Самуил Ильич Цукарев (10 (22) августа 1903, дер. Жеробная,  Могилёвская губерния, Российская империя — 28 июля 1965, Краснодар, РСФСР, СССР) — советский военачальник, участник Гражданской войны. В Великую Отечественную войну, в звании полковника командовал рядом стрелковых дивизий. Гвардии генерал-майор.

## Биография
Родился в 1903 году в деревне Жеробная, Дятловичской волости, Гомельского уезда, Могилёвской губернии (ныне — деревня Чкалово Гомельского района Гомельской области, Белоруссия).

### Военная служба

#### Гражданская война
В апреле 1920 года добровольно вступил в РККА и был зачислен красноармейцем в 1-й Майкопский коммунистический полк частей особого назначения (ЧОН). В его составе принимал участие в ликвидации бандитизма в Майкопском округе Кубанской области и в боях против вооружённых формирований генерала М. А. Фостикова. 

#### Межвоенное время
В январе 1922 года был зачислен курсантом на 4-е Орловские кавалерийские курсы младшего комсостава. Однако через месяц заболел и длительное время находился на лечении. После излечения в январе 1923 года продолжить учёбу не смог (курсы были расформированы), и был назначен в 14-ю Майкопскую кавалерийскую дивизию 1-й Конной армии. В её составе прослужил до апреля 1925 года, затем по собственному желанию демобилизован. Работал на маслозаводе в городе Майкопе. 
В августе 1925 года вновь вступил в РККА и через Майкопский райвоенкомат направлен в 1-ю Конную армию, где назначен в отдельный эскадрон связи армии в городе Ново-Петергоф. Проходил службу командиром отделения сверхсрочной службы и старшиной эскадрона. В октябре 1927 года зачислен курсантом в Борисоглебско-Ленинградскую кавалерийскую школу. После её окончания в апреле 1930 года назначен в 23-й Сталинградский кавалерийский полк 4-й Ленинградской кавалерийской дивизии, где был командиром взвода полковой школы, командира эскадрона; с июля 1932 года был военкомом отдельного эскадрона связи этой дивизии. В сентябре 1933 года командирован в Москву на курсы усовершенствования политсостава РККА, после возвращения в дивизию был избран секретарём партбюро 20-го кавалерийского полка (к этому времени дивизия была дислоцирована в БВО). С сентября 1937 года проходил службу в отделе кадров штаба БВО, занимал должность помощника начальника, затем начальника 1-го отделения (по командно-начальствующему составу), заместителя начальника отдела по командно-начальствующему составу. С августа 1938 года зачислен слушателем в Военную академию им. М. В. Фрунзе.

#### Великая Отечественная война
В июле 1941 года был выпущен из академии с дипломом и зачислен в распоряжение Военного совета Западного фронта. Приказом по войскам фронта от 19 августа 1941 года назначен командиром мотострелкового полка 1-й танковой дивизии, однако в должность не вступил. Приказом командующего фронтом от 7 сентября 1941 был назначен командиром 505-го стрелкового полка 153-й стрелковой дивизии, которая в это время находилась в резерве 20-й армии, а затем в резерве Ставки Верховного Главнокомандования и доукомплектовывалась в городе Калинин. За исключительную организованность, упорство, героизм и отвагу личного состава 18 сентября она была преобразована в 3-ю гвардейскую стрелковую. Дивизия была передислоцирована на Ленинградский фронт в состав 54-й армии, где участвовала в Синявинской наступательной операции, вела бои на мгинском направлении. 8 октября 1941 года в бою в районе Чёрной речки Цукарев был ранен в ногу и эвакуирован в госпиталь Тихвина. 
После излечения в ноябре вернулся в 54-ю армию и был назначен командиром 741-го стрелкового полка 128-й стрелковой дивизии. В её составе с января 1942 года участвовал в Любанской наступательной операции. С февраля вступил в должность заместителя командира по строевой части этой же дивизии. В марте был отозван сначала в отдел кадров Ленинградского фронта, затем в Главное управление кадров (ГУК) Наркомата обороны. Затем направлен в ПриВО (город Кузнецк) на формирование 179-й курсантской стрелковой бригады. В мае, в связи с прекращением формирования бригады, вновь зачислен в распоряжение ГУК. В том же месяце назначен командиром 14-й истребительной противотанковой бригады, находившейся на формировании в городе Новоузенск. После завершения формирования в июне бригада была направлена на Воронежский фронт, где в составе 60-й армии участвовала в Воронежско-Ворошиловградской оборонительной операции.  
Приказом по войскам армии от 31 декабря 1942 С. И. Цукарев был назначен командиром 206-й стрелковой дивизии в составе 38-й армии, которая вела наступательные бои на сумском направлении, однако действовала неудачно, была переподчинена 40-й армии и перешла к обороне в районе станции Васы, Верхняя и Нижняя Сыроватка и южнее. В мае 1943 года был отстранён от должности «как несправившийся» и в июне назначен командиром 184-й стрелковой дивизии той же армии. В ходе Курской битвы дивизия под его командованием в составе 40-й, затем 6-й гвардейской армий Воронежского фронта вела наступательные бои на белгородском направлении.
С 23 июля дивизия была выведена в резерв Ставки ВГК в Тульскую область, затем с 5 августа — на станцию Оленино Калининской области. После пополнения она входила в 20-ю, а с 1 сентября — 39-ю армии Калининского фронта. В составе последней в сентябре — октябре 1943 года принимала участие в Духовщинско-Демидовской наступательной операции и с выходом в район южнее Витебска перешла к обороне. За отличия в боях по освобождению города Духовщина 19 сентября ей было присвоено наименование «Духовщинская».
С 13 по 30 декабря 1943 года командовал сначала 17-й, а с 20 января 1944 года — 19-й гвардейской стрелковыми дивизиями. В составе 5-го гвардейского стрелкового корпуса 39-й армии 1-го Прибалтийского (бывший Калининский), затем Западного фронтов участвовал в наступательных боях по окружению и разгрому витебской группировки противника. 6 марта 1944 года «за грубое обращение к командиру корпуса генерал-майору И. С. Безуглому во время боя» был отстранён от командования дивизией и зачислен в распоряжение Военного совета Западного фронта, затем в конце апреля назначен заместителем командира 97-й стрелковой дивизии. В июне–июле её части в составе 5-й армии 3-го Белорусского фронта принимали участие в Витебско-Оршанской и Вильнюсской наступательных операциях. За участие в овладении города Витебска ей было присвоено наименование «Витебская» (02.07.1944), а за освобождение города Вильнюс она была награждена орденом Красного Знамени (25.7.1944).
25 июля 1944 года временно был назначен командиром 371-й стрелковой Витебской дивизии этого же фронта. После возвращения прежнего командира с 29 августа вновь убыл на прежнюю должность в 97-ю стрелковую дивизию. С 22 августа – командир дивизии. С 13 по 27 января 1945 года дивизия успешно действовала в Гумбиннен-Гольдапской и Инстербургско-Кёнигсбергской наступательной операциях, в ходе которых овладела городом Алленбург (Дружба). За прорыв немецкой обороны в Восточной Пруссии дивизия была награждена орденом Кутузова II степени. 19 апреля 1945 «за грубость во время боя с командующим 5-й армией генерал-полковником Н. И. Крыловым и неумелое управление частями дивизии во время боя» он вновь был отстранён от командования дивизией и назначен заместителем командира 184-й стрелковой Духовщинской Краснознаменной дивизии. С 20 апреля дивизия была выведена в резерв Ставки ВГК и передислоцирована на Дальний Восток, где с 24 мая вошла в состав Приморской группы войск Дальневосточного фронта. 
С 9 августа 1945 года дивизия в составе 5-й армии 1-го Дальневосточного фронта участвовала в Маньчжурской, Харбино-Гиринской наступательных операциях. За образцовое выполнение заданий командования в боях против японских войск на Дальнем Востоке при форсировании реки Уссури, прорыве Хутоуского, Мишаньского, Пограничненского и Дуннинского укрепрайонов, овладении городами Мишань, Гирин, Яньцзи и Харбин дивизия была награждена орденом Кутузова II степени (19.09.1945). 
За время войны С. И. Цукарев был шесть раз упомянут в благодарственных приказах Верховного Главнокомандующего.

#### Послевоенная карьера
После войны с января 1946 года был направлен на преподавательскую работу в Военную академию тыла и снабжения Красной армии им. В. М. Молотова, на должность старшего преподавателя кафедры общей тактики. С декабря 1947 года проходил службу в Прикарпатском ВО, командовал сначала 37-м гвардейским мехполком 10-й гвардейской механизированной дивизии, с февраля 1950 года — 47-м гвардейским стрелковым полком 15-й гвардейской стрелковой дивизии. В декабре 1955 года уволен в запас.

## Награды
- орден Ленина (30.04.1945)
- шесть орденов Красного Знамени (05.08.1943, 24.09.1943, 03.11.1944, 19.09.1945, 19.11.1951)
- орден Суворова II степени (19.04.1945)
- Медали в том числе:
  - «XX лет Рабоче-Крестьянской Красной Армии» (1938)
  - «За оборону Ленинграда»
  - «За Победу над Германией в Великой Отечественной войне 1941—1945 гг.»
  - «За победу над Японией»
  - «За взятие Кёнигсберга»

Приказы (благодарности) Верховного Главнокомандующего в которых отмечен С. И. Цукарев:
- За овладение штурмом важнейшим опорным пунктом обороны немцев на путях к Смоленску — городом Духовщина. 19 сентября 1943 года. № 17.
- За вторжение в пределы Восточной Пруссии и овладение мощными опорными пунктами обороны противника — Ширвиндт, Наумиестис (Владиславов), Виллюнен, Вирбалис (Вержболово), Кибартай (Кибарты), Эйдткунен, Шталлупенен, Миллюнен, Вальтеркемен, Пиллюпенен, Виштынец, Мелькемен, Роминтен, Гросс Роминтен, Вижайны, Шитткемен, Пшеросьль, Гольдап, Филипув, Сувалки. 23 октября 1944 года. № 203.
- За овладение штурмом в Восточной Пруссии городом Гумбиннен — важным узлом коммуникаций и сильным опорным пунктом обороны немцев на кёнигсбергском направлении. 21 января 1945 года. № 238.
- За овладение городами Восточной Пруссии Тапиау, Алленбург, Норденбург и Летцен — мощными опорными пунктами долговременной оборонительной полосы немцев, прикрывающей центральные районы Восточной Пруссии. 26 января 1945 года. № 255.
- За овладение штурмом городами Хайльсберг и Фридланд — важными узлами коммуникаций и сильными опорными пунктами обороны немцев в центральных районах Восточной Пруссии. 31 января 1945 года. № 267.
- За завершение ликвидации окружённой восточно-прусской группы немецких войск юго-западнее Кёнигсберга. 29 марта 1945 года. № 317.